# Ovays Azizi
Ovays Azizi (in arabo اویس عزیزي‎?; Herat, 29 gennaio 1992) è un calciatore afghano, portiere svincolato.

## Statistiche

### Cronologia presenze e reti in nazionale
| Cronologia completa delle presenze e delle reti in nazionale ― Afghanistan | Cronologia completa delle presenze e delle reti in nazionale ― Afghanistan | Cronologia completa delle presenze e delle reti in nazionale ― Afghanistan | Cronologia completa delle presenze e delle reti in nazionale ― Afghanistan | Cronologia completa delle presenze e delle reti in nazionale ― Afghanistan | Cronologia completa delle presenze e delle reti in nazionale ― Afghanistan | Cronologia completa delle presenze e delle reti in nazionale ― Afghanistan | Cronologia completa delle presenze e delle reti in nazionale ― Afghanistan |
| Data                                                                       | Città                                                                      | In casa                                                                    | Risultato                                                                  | Ospiti                                                                     | Competizione                                                               | Reti                                                                       | Note                                                                       |
| -------------------------------------------------------------------------- | -------------------------------------------------------------------------- | -------------------------------------------------------------------------- | -------------------------------------------------------------------------- | -------------------------------------------------------------------------- | -------------------------------------------------------------------------- | -------------------------------------------------------------------------- | -------------------------------------------------------------------------- |
| 24-3-2016                                                                  | Saitama                                                                    | Giappone                                                                   | 5 – 0                                                                      | Afghanistan                                                                | Qual. Mondiali 2018                                                        | -5                                                                         |                                                                            |
| 29-3-2016                                                                  | Teheran                                                                    | Afghanistan                                                                | 2 – 1                                                                      | Singapore                                                                  | Qual. Mondiali 2018                                                        | -1                                                                         |                                                                            |
| 28-3-2017                                                                  | Dushanbe                                                                   | Afghanistan                                                                | 1 – 1                                                                      | Vietnam                                                                    | Qual. Coppa d'Asia 2019                                                    | -1                                                                         |                                                                            |
| 13-6-2017                                                                  | Phnom Penh                                                                 | Cambogia                                                                   | 1 – 0                                                                      | Afghanistan                                                                | Qual. Coppa d'Asia 2019                                                    | -1                                                                         |                                                                            |
| 5-9-2017                                                                   | Amman                                                                      | Giordania                                                                  | 4 – 1                                                                      | Afghanistan                                                                | Qual. Coppa d'Asia 2019                                                    | -1                                                                         |                                                                            |
| 5-9-2019                                                                   | Doha                                                                       | Qatar                                                                      | 6 – 0                                                                      | Afghanistan                                                                | Qual. Mondiali 2022                                                        | -6                                                                         |                                                                            |
| 10-9-2019                                                                  | Dushanbe                                                                   | Afghanistan                                                                | 1 – 0                                                                      | Bangladesh                                                                 | Qual. Mondiali 2022                                                        | -3                                                                         |                                                                            |
| 10-10-2019                                                                 | Seeb                                                                       | Oman                                                                       | 3 – 0                                                                      | Afghanistan                                                                | Qual. Mondiali 2022                                                        | -3                                                                         |                                                                            |
| 14-11-2019                                                                 | Dushanbe                                                                   | Afghanistan                                                                | 1 – 1                                                                      | India                                                                      | Qual. Mondiali 2022                                                        | -1                                                                         |                                                                            |
| 19-11-2019                                                                 | Dushanbe                                                                   | Afghanistan                                                                | 0 – 1                                                                      | Qatar                                                                      | Qual. Mondiali 2022                                                        | -1                                                                         |                                                                            |
| 15-6-2021                                                                  | Doha                                                                       | India                                                                      | 1 – 1                                                                      | Afghanistan                                                                | Qual. Mondiali 2022                                                        | -1                                                                         |                                                                            |
| 16-11-2023                                                                 | Doha                                                                       | Qatar                                                                      | 8 – 1                                                                      | Afghanistan                                                                | Qual. Mondiali 2026                                                        | -8                                                                         | 32’                                                                        |
| 26-3-2024                                                                  | Guwahati                                                                   | India                                                                      | 1 – 2                                                                      | Afghanistan                                                                | Qual. Mondiali 2026                                                        | -1                                                                         |                                                                            |
| Totale                                                                     |                                                                            | Presenze                                                                   | 13                                                                         |                                                                            | Reti                                                                       | -34                                                                        |                                                                            |